# Paul Hamesse
Pour les articles homonymes, voir Hamesse.
 Paul Hamesse, né à Ixelles le 7 avril 1877 et décédé le 22 février 1956, est un architecte belge adepte de l'Art nouveau, principalement actif à Bruxelles.
Paul Hamesse, qui fut le stagiaire et le collaborateur préféré de Paul Hankar jusqu'à la mort de ce dernier en 1901, fait partie de la deuxième génération d'architectes « Art nouveau géométrique », tendance initiée par Paul Hankar (par opposition à la tendance « Art nouveau floral » initiée par Victor Horta: voir Art nouveau en Belgique).
Son œuvre la plus connue est sans conteste l'Hôtel Cohn-Donnay rue Royale à Bruxelles, dont il a transformé tant l'intérieur que l'extérieur.

## Biographie

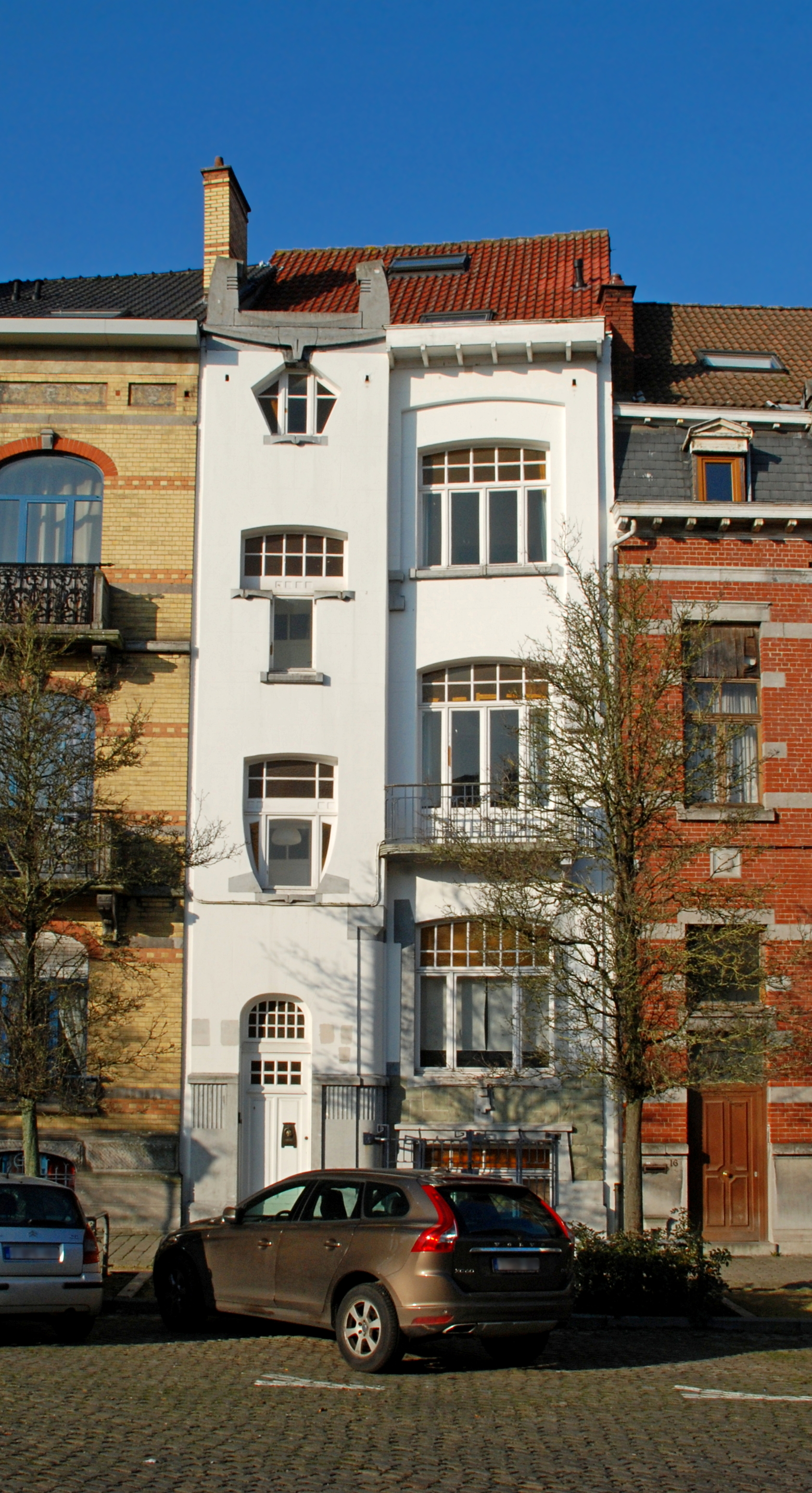
Place Antoine Delporte 17.

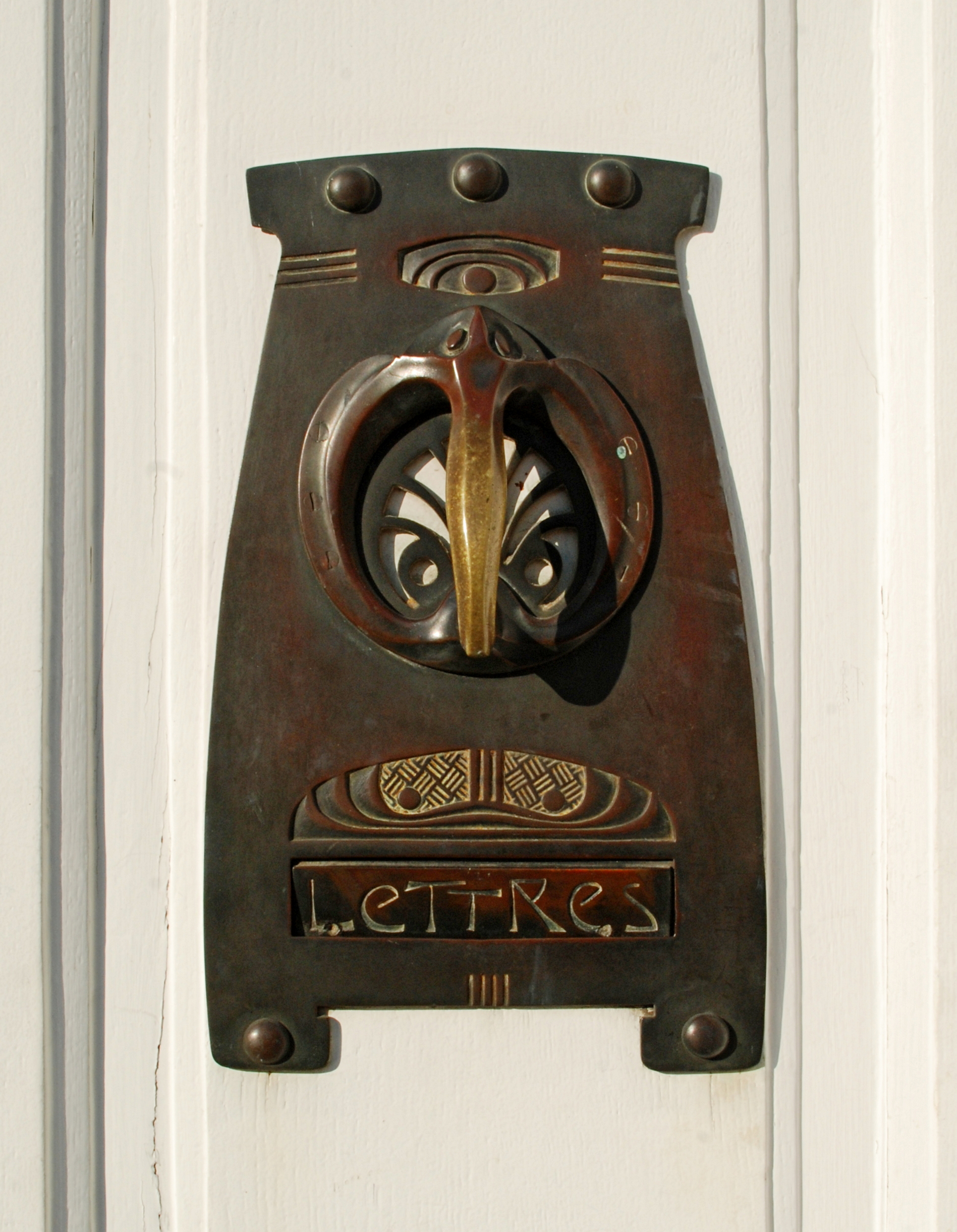
Poignée de porte de la maison de la place Antoine Delporte.

Fils d'Adolphe Hamesse (1849-1925), un peintre paysagiste de plein air assez connu à l'époque, membre fondateur du cercle « Pour l'Art » et photographe, et de Marie Dandois, Paul Hamesse est le deuxième de quatre enfants : Georges (1874), Paul (1877), Léon (1883) et Hélène (1885).
Située en plein cœur du quartier Léopold, à la rue du Remorqueur, leur maison familiale sert d'atelier de peinture et de photographie à Adolphe Hamesse. Cet environnement artistique marque les enfants.
De nombreuses personnes se domicilient temporairement chez eux - petit complément de revenu bienvenu pour la famille. Élevé dans ce milieu artistique désargenté, Paul veillera toujours à combiner son art avec un métier stable et rémunérateur.
Georges, l'aîné, suit les cours de l'atelier de peinture monumentale de Constant Montald à l'Académie royale des beaux-arts de Bruxelles. Il y est également formé à la peinture. Élève à l'École des Arts industriels et décoratifs d'Ixelles, il obtient le premier prix du cours supérieur de dessin pour l'année 1897-1898. Georges se lance ensuite comme photographe d'art. Léon suit une formation de peintre à l'Académie royale des beaux-arts de Bruxelles, suivant les pas de son père et de son frère aîné.
Paul Hamesse se forme en architecture à la même Académie des beaux-arts entre 1894 et 1899, grâce à l'aide d'une bourse. Parallèlement, il travaille dans l'atelier de Paul Hankar où il prend goût pour la simplification géométrique. Il fait donc partie de la deuxième génération d'architectes « Art nouveau géométrique », tendance initiée par Paul Hankar (par opposition à la tendance « Art nouveau floral » initiée par Victor Horta: voir Art nouveau en Belgique).
Ici il fait la connaissance de quelques-uns de ses contemporains – Léon Sneyers et Émile Van Nooten. En 1904, à 27 ans, il commence à réaliser ses propres projets. Il reçoit la première grande commande officielle qui va lancer sa carrière : la transformation du magasin Cohn-Donnay de la rue Neuve et de sa succursale liégeoise. Paul transforme les devantures de ces immeubles en vitrines Art nouveau qui affirment dès la rue la modernité du magasin. Très rapidement, Paul Hamesse devient connu dans l'univers de l'architecture à Bruxelles et les commandes et réalisations se multiplient et diversifient vers d'autres genres de programmes. 
Il fonde son propre bureau d'architecture à Saint-Gilles en 1910 en s'associant avec ses frères Georges et Léon. Ils réalisèrent beaucoup de devantures commerciales, d'immeubles d'habitations, lieux de loisirs et maisons unifamiliales.
Paul Hamesse est membre fondateur de la société artistique L'Art monumental, créé à l'initiative de Jean Delville, en décembre 1920. La société regroupe des peintres, architectes et sculpteurs. 
Il meurt le 22 février 1956 à Saint Gilles à l'âge de 78 ans.

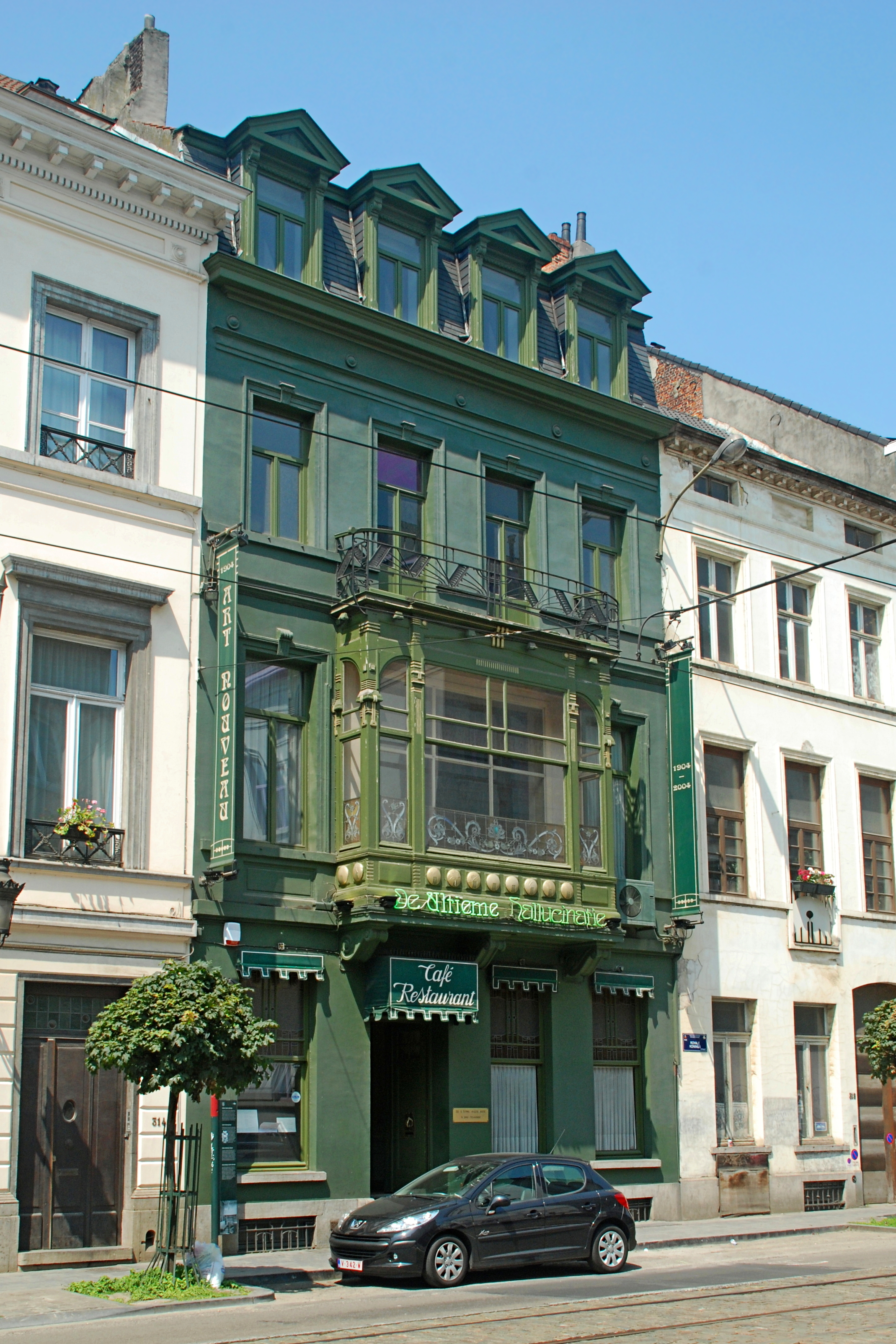
Hôtel Cohn-Donnay.
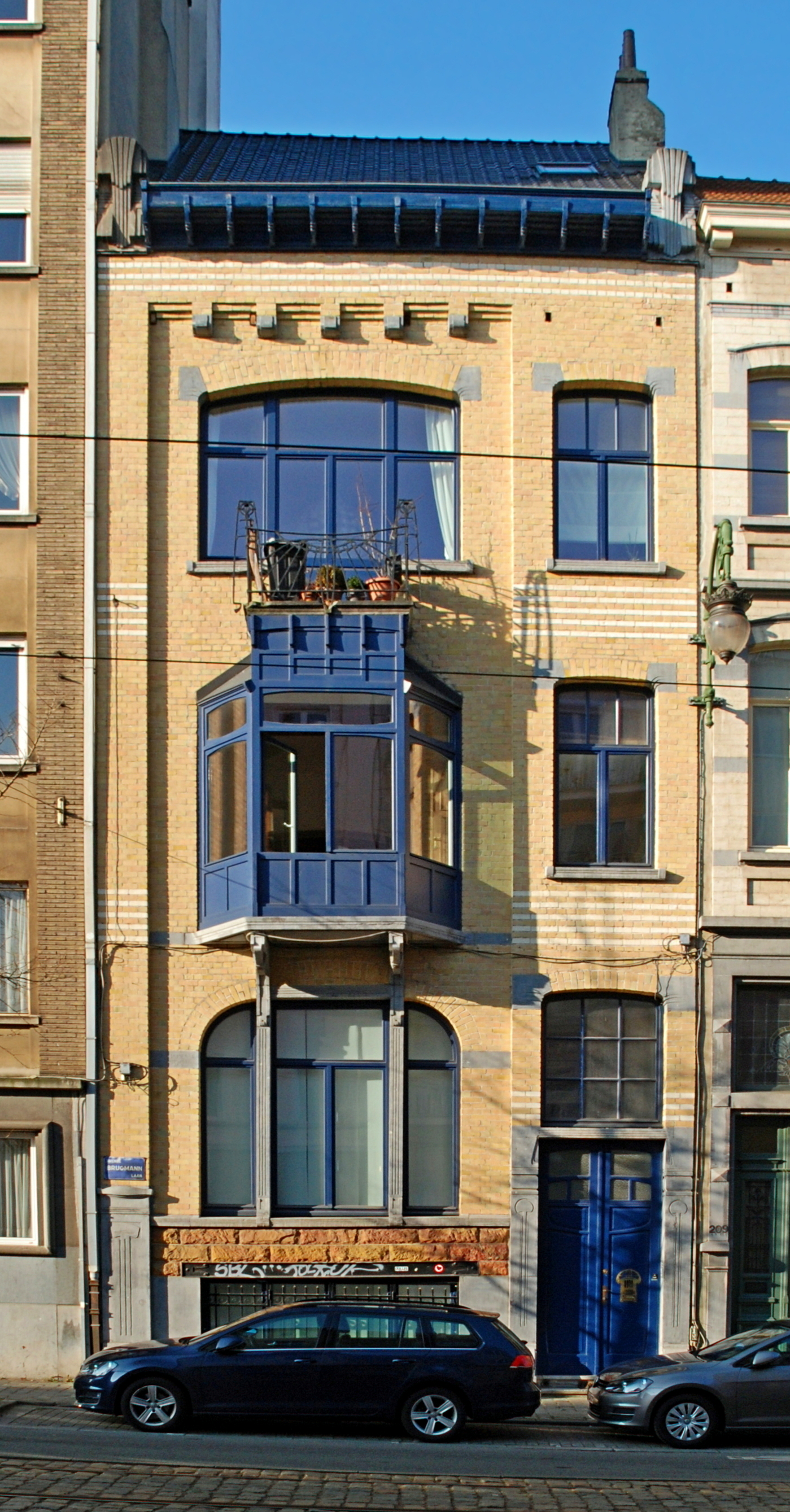
Maison-atelier du peintre Paul Verdussen.
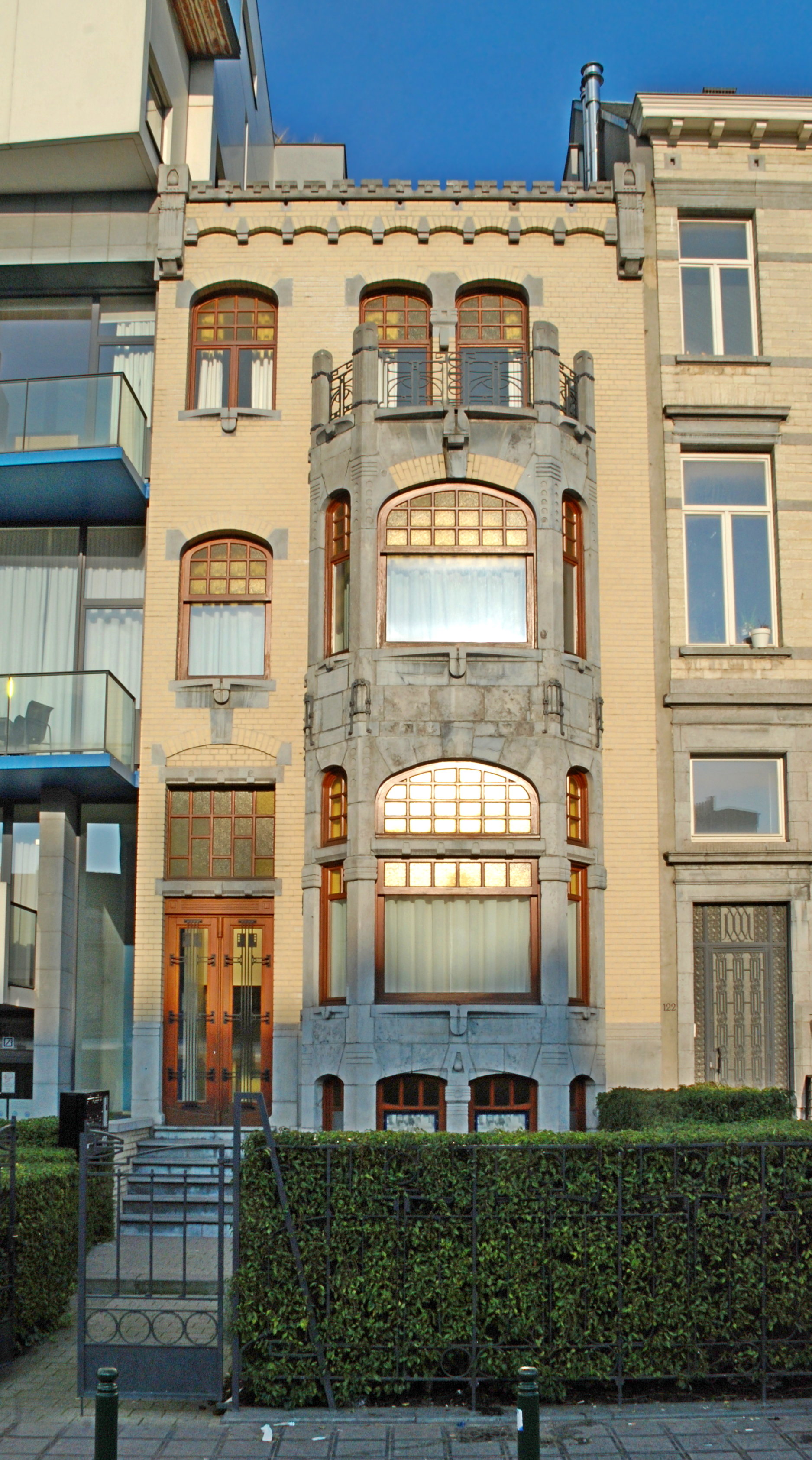
Maison du lieutenant de Lannoy.
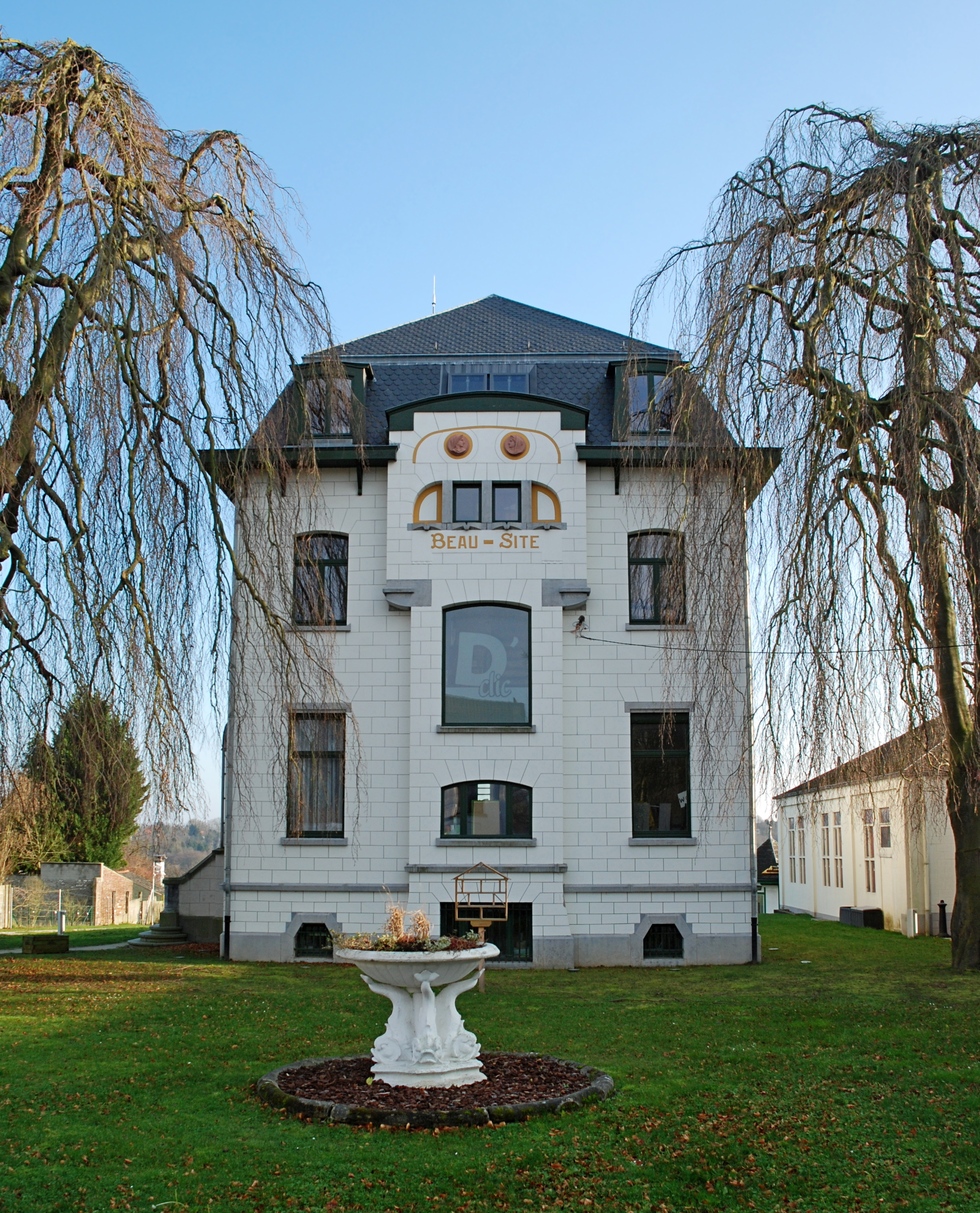
Villa Beau Site (Genval).

## Réalisations

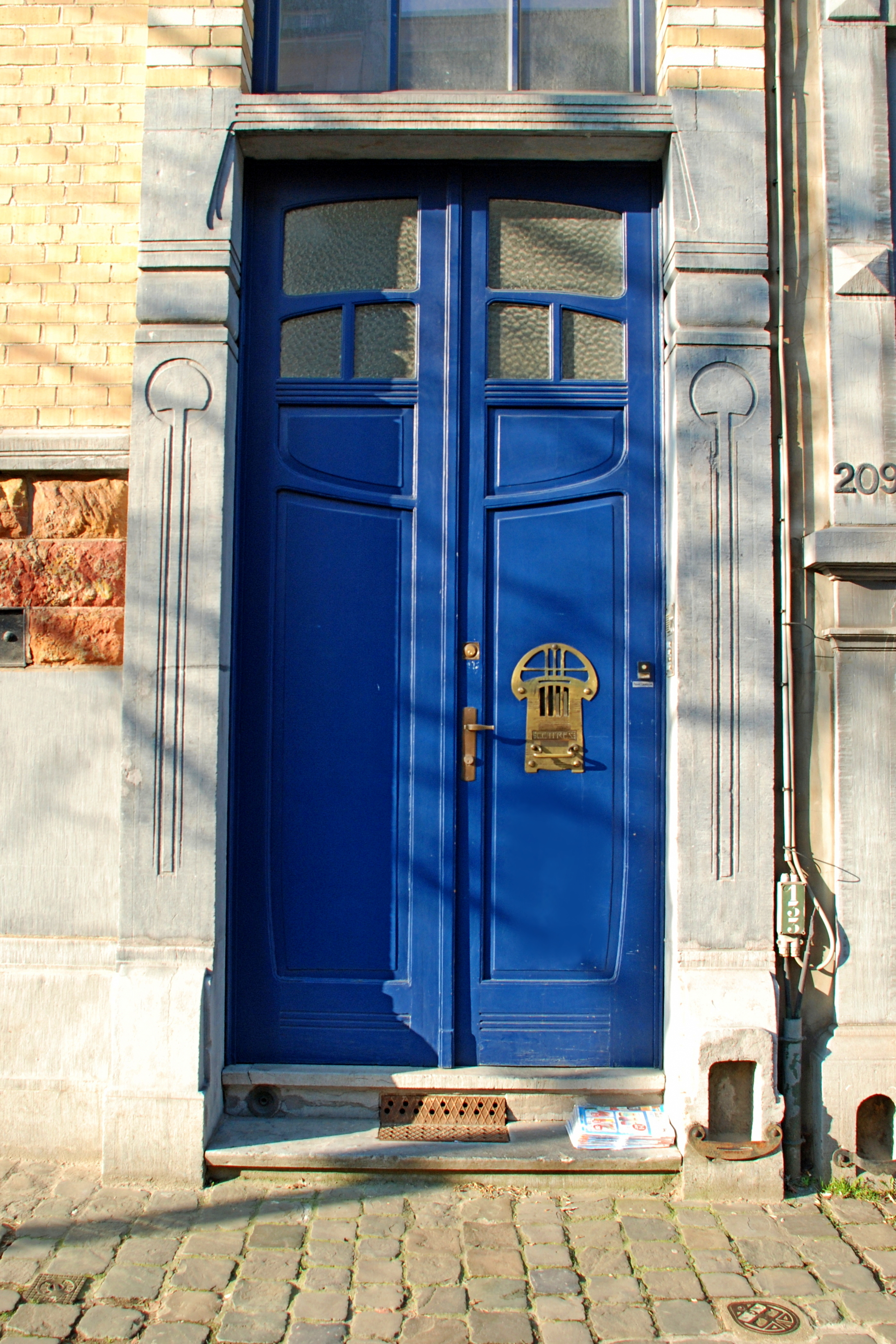
Porte de la maison Verdussen.

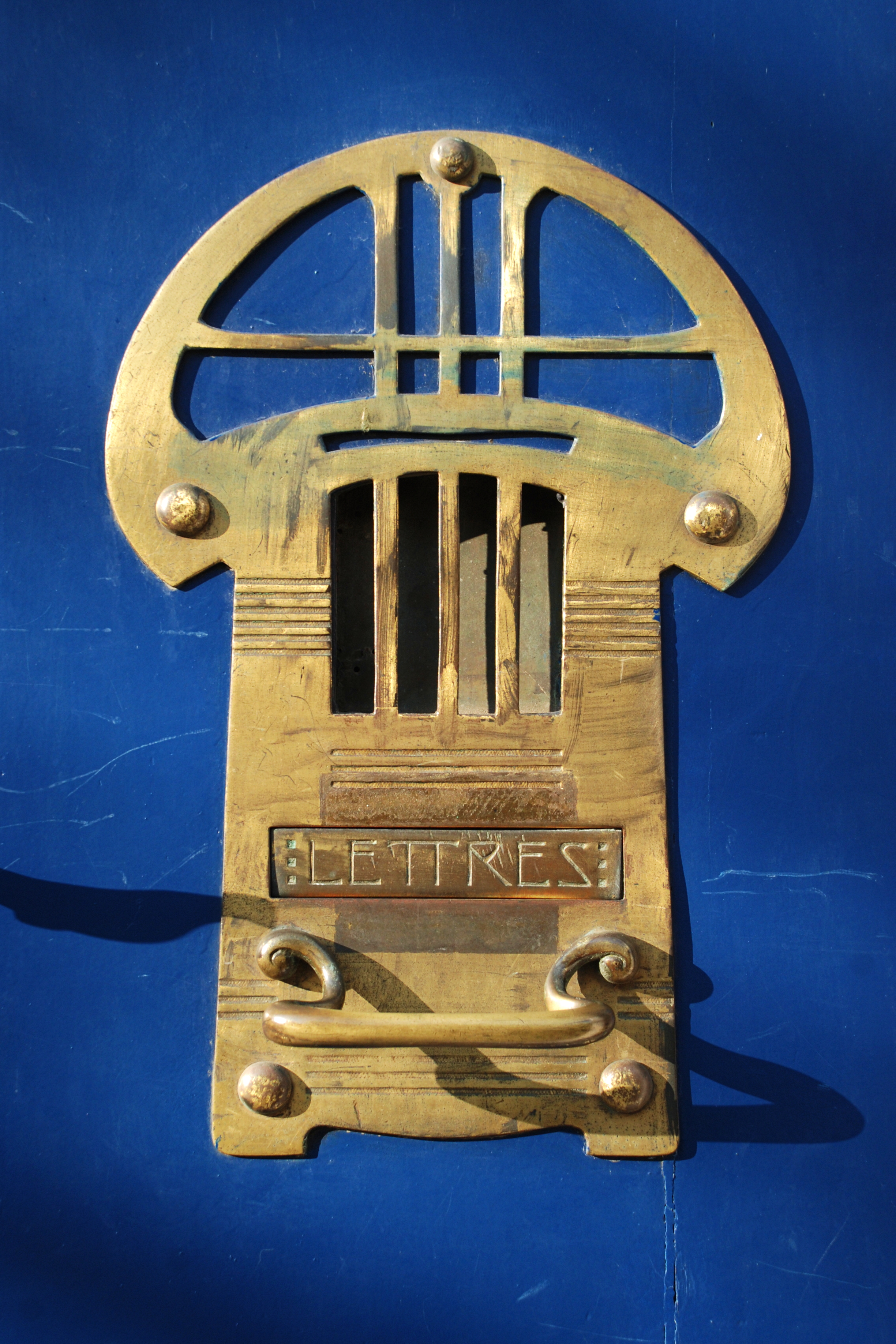
Poignée de porte de la maison Verdussen.

### Immeubles de style « Art nouveau géométrique »
- 1898 : Maison-atelier d'Arthur Rogiers, rue Charles-Quint, 103
- 1901 : Maison-atelier du peintre Paul Verdussen, avenue Brugmann, 211
- 1904 : transformation de l'Hôtel Cohn-Donnay, rue Royale, 316 (hôtel de maître de 1841 transformé et meublé en 1904 par Hamesse, devenu en 1981 la brasserie-restaurant « De Ultieme Hallucinatie »)

- 1905 : Rue du Lombard, 5-9
- 1905 : Rue des Mélèzes, 76
- 1905 : Avenue des Rogations, 39-43 et 53-55 à Woluwe-Saint-Lambert.
- 1905 : Pharmacie du Bon Secours, boulevard Anspach, 160
- 1906 : Maison-atelier d'Édouard Taymans, rue des Champs-Élysées, 6 et 6A
- 1906 : Maison du lieutenant de Lannoy, avenue de Tervueren, 120 (démolie en 1992 dans le cadre d'un projet du promoteur immobilier Paul Van Belle[4], façade reconstruite en 2008)

- 1907 : Rue Félix Delhasse, 11-13[1] (fer forgé du balcon évoquant la silhouette d'un papillon)
- 1907 : Place Antoine Delporte, 17 (poignée de porte exceptionnelle inspirée par l'art africain[1])
- 1908 : Rue Meyerbeer, 17
- 1908 : Rue de l'Écuyer, 47
- 1909 : Maison personnelle et bureaux de Paul Hamesse, avenue Jef Lambeaux, 25[1]
- 1909 : Rue Champ du Roi, 104-106
- 1909 : Villa Beau Site, avenue des Combattants, 14 à Genval
- 1909 : Avenue de la Jonction, 12
- 1910 : Avenue de la Jonction, 14
- 1910 : Winter Palace, boulevard du Nord, 124 (démoli)
- 1910 : 7 rue Montagne aux Herbes Potagères (transformation en café-restaurant À la Mort Subite)
- 1913 : Ancien cinéma Pathé-Palace, boulevard Anspach, 85 (transformation)

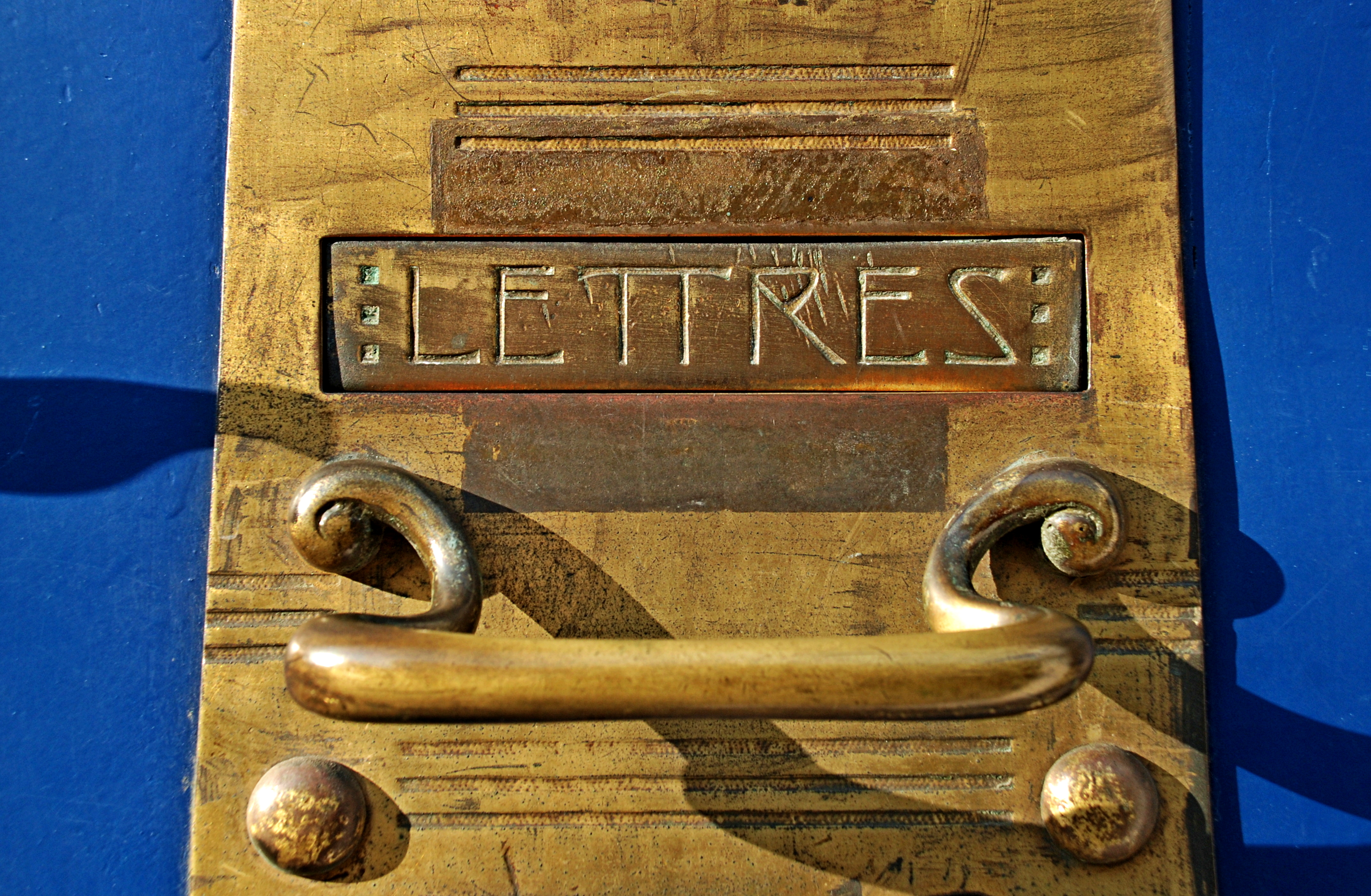
La boîte aux lettres de la maison Verdussen.

### Immeubles de style « Art Déco »
- 1925 : Rue du Zodiaque 13, à Forest

### Immeubles de style éclectique[5]
- 1900 : Rue Arthur Diderich, 20
- 1909 : Place du Jardin aux Fleurs, 5
- 1911 : Avenue Nouvelle, 49

- 1911 : Avenue Maurice, 44, maison et atelier d'Henriette Bosché[6]

- 1923 : Rue de la Source, 86 (bâtiment industriel)

### Style à préciser
- 1922 : Cinéma Agora Palace, rue Marché aux Herbes 105 / rue des Eperonniers 7-9 /rue de la Colline 20 (démoli au profit de la galerie Agora)
- 1928 : Avenue des Klauwaerts, 37A-38.